# Parachela
Parachela és un gènere de peixos de la família dels ciprínids i de l'ordre dels cipriniformes.

## Taxonomia
- Parachela cyanea (Kottelat, [995)
- Parachela hypophthalmus (Bleeker, 1860)
  - sinònim Parachela breitensteinii (Steindachner, 1881)[1]
- Parachela ingerkongi (Banarescu, 1969)
- Parachela maculicauda (Smith, 1934)
- Parachela oxygastroides (Bleeker, 1852)
- Parachela siamensis (Günther, 1868)
- Parachela williaminae (Fowler, 1934)[2][3][4][5]